# Weingut Sattlerhof
Das Weingut Sattlerhof in Gamlitz ist ein österreichisches Weingut im Weinbaugebiet Südsteiermark.
Das Weingut ist seit 1887 im Familienbesitz und wurde von Wilhelm Sattler senior, einem der Weinpioniere der Steiermark in den frühen 1970ern auf die Produktion von qualitätsorientiertem trockenen Weißwein umgestellt. Mittlerweile wird der Betrieb von Willi Sattler geleitet. Sein Bruder Hannes führt das angeschlossene Haubenlokal. Die Rebfläche beträgt mittlerweile 32 ha, die zu 90 % mit weißen Rebsorten, hauptsächlich Welschriesling, Sauvignon Blanc, Gelber Muskateller und Morillon bestockt sind. Die bekanntesten Weine sind die Sauvignon Blancs und Morillons aus den Lagen Kranachberg, Pfarrweingarten und Sernauberg. Das Weingut ist Mitglied der Steirischen Terroir- und Klassikweingüter.